# زوت نيكراسوف
زوت نيكراسوف هو عالم سوفيتي في مجال المعادن الحديدية.
أكاديمي من أكاديمية العلوم في جمهورية أوكرانيا الاشتراكية السوفياتية (1961). كرمت عالمة وفنية من الاتحاد السوفياتي (1978). بطل العمل الاشتراكي (1969).

## سيرة
ولد في 26 ديسمبر 1907 (8 يناير 1908 على الطراز القديم) في ميليتوبول (اليوم زابوروجي أوبلاست ، أوكرانيا) لعائلة من الطبقة العاملة الروسية. في عام 1930 تخرج من معهد دنيبروبيتروفسك للمعادن. ثم عمل في معهد دنيبروبتروفسك لبحوث المعادن. يرتبط عمله العلمي بنظرية الفرن العالي. مع بداية الحرب الوطنية العظمى ، تم إخلاء القسم إلى مغنيتاغورسك.
بعد الحرب ، كرس زوت نيكراسوف نفسه لتطوير معهد المعادن الحديدية في دنيبروبيتروفسك. في عام 1950 دافع عن أطروحة الدكتوراه. من عام 1952 عمل مديرا للمعهد لمدة 24 عاما (حتى عام 1976). تطوير طرق جديدة لصهر خامات الحديد.
تلقى النشاط العلمي Z. Nekrasov اعترافًا دوليًا واسع النطاق. لسنوات عديدة ، ترأس لجنة تعدين الحديد في لجنة الأمم المتحدة الاقتصادية لأوروبا في جنيف. وهو أيضًا عضو في عدد من اللجان والمجالس العلمية المعنية بالمعادن الحديدية.
عاش وعمل في دنيبروبيتروفسك. توفي في 1 ديسمبر 1990.

## روابط خارجية
- [warheroes.ru http://www.warheroes.ru/hero/hero.asp?Hero_id=12483]